# ويليام ريد ميلر
ويليام ريد ميلر هو محامي وسياسي أمريكي، ولد في 23 نوفمبر 1823 في بيتسفيل في الولايات المتحدة، وتوفي في 29 نوفمبر 1887 في ليتل روك في الولايات المتحدة. نشط حزبياً في الحزب الديمقراطي. وقد انتخب Arkansas State Auditor ‏ (1857 – 1860) وانتخب حاكم أركنساس ‏ (11 يناير 1877 – 11 يناير 1881).